# Comité Olímpico Dominicano
El Comité Olímpico Dominicano (COLIMDO). Organismo rector que representa al Deporte nacional ante el Comité Olímpico Internacional, los Juegos Olímpicos, los Juegos Panamericanos y Juegos Centroamericanos y del Caribe.

## Historia del Comité Olímpico Dominicano
El Comité Olímpico Dominicano surgió el 28 de enero de 1948 con la creación del Comité Nacional Olímpico (CON), tras una reunión en las oficinas de la Dirección General de Deportes (DGD), la Comisión Gestora o CON provisional, con la finalidad de elegir de forma permanente el organismo de acuerdo a las normas olímpicas internacionales. La dirección quedó integrada de la siguiente forma:
- Presidente: Ing. Frank Hatton
- Vicepresidente: Don Braulio A. Méndez L.
- Secretario: Don Enrique Ripley A. (Bebe)
- Tesorero: Lic. F. Humberto Gómez Olivier
- Vocales: Máximo Llaverías Martí (Max), Don Manuel Neptalí (Tafneli), Dr. Rogelio Lamarche Soto, Don Juan Bautista Lamarche, Luis A.Vicioso, Néstor González
- Asesores: Leoh León Sturla y Fernando Vicioso (Bolo).

Observaciones
- El Ing. Frank Hatton, era para la época el director general de Deportes.
- El recién formado Comité, designó a Leoh León Sturla, uno de los asesores, como delegado técnico al Congreso que se celebraría el 2 de febrero en la ciudad de Barranquilla, Colombia, donde se darían a conocer todos los detalles técnicos de las competencias de los Juegos.

Mediante el decreto n.º 4576/ d/f 16 de febrero del año 1959, (G.O. n.º 8335) el Sr. Don Rodolfo Bonetti Burgos (Birrito), sustituyó al Sr. Don Antonio Mañón Ramírez en la presidencia de la organización. En cambio el 16 de abril del año en cuestión, mediante el decreto n.º 4727 (G.O. n.º 8353) se nombró a Juan Evaristo Gautereaux y Abad Henríquez como secretario y vocal respectivamente del CNO (éste fue el último decreto de la tiranía en relación con el CNO).

El Comité Olímpico Internacional (COI), reconoce al CON el 26 de mayo de 1954.

Para el 15 de febrero de 1962, el CON cambia su nombre a Comité Olímpico Dominicano (COD) y el presidente a partir de la fecha, fue el doctor Emil Kasse Acta junto al doctor Pedro Julio Santana, vicepresidente; Juan Evaristo Gautreaux, secretario; Ángel Russo Gómez, tesorero; y los vocales Abad Henríquez, Enríquez Matos, Virgilio Travieso Soto, ingeniero Diego de Moya Canaán Hernández, Sixto Incháustegui, Luis Ravelo y Francisco Lora Villanueva. El 25 de junio de ese mismo año los doce miembros renunciaron para darle paso a un nuevo comité ejecutivo que estuvo presidido por el ingeniero Juan Ulises García Saleta (Wiche). Ese comité ejecutivo lo integraron el ingeniero Diego de Moya Canaán, vicepresidente; doctor Guillermo del Mote Urraca, secretario; Juan J. García, tesorero; Bienvenido Hazín, director de deportes y el ingeniero Máximo Bernal Vásquez, vocal.
El 26 de julio de 1962 el Consejo de Estado que presidía el licenciado Rafael F. Bonnelly declara el Comité Olímpico Dominicano, Organismo autónomo mediante Ley 5976. El 12 de julio de 1974 fue elegido el ingeniero Roque Napoleón Muñoz, como presidente, quien recibió el respaldo de 13 federaciones deportivas de 18 con derecho a voz y voto. Los demás miembros del comité ejecutivo fueron el doctor Carlos Lamarche Rey, primer vicepresidente; Justo Castellanos Díaz, secretario; Rafael Duquela Morales, Cosecretario; Máximo Gómez P., tesorero; doctor José Rodríguez Conde, primer vocal; doctor Aldo Russo, segundo vocal; y el doctor Fernández Díaz, tercer vocal. Cuenta con 37 federaciones deportivas afiliadas que junto a las asociaciones realizan todas las actividades físicas en República Dominicana.
En 1982 fue elegido presidente José Joaquín Puello, quien se mantuvo en el cargo hasta 2003, cuando fue sustituido por Luis Mejía Oviedo (Luisín). En tres ocasiones ha sido la entidad responsable de celebrar en el país eventos deportivos internacionales como los Juegos Centroamericanos y del Caribe de 1974 y 1986, además de los Juegos Panamericanos de 2003.

## Funciones del Comité Olímpico Dominicano
El Comité Olímpico Dominicano coordina las actividades del Movimiento Olímpico Dominicano. Establecer acciones en el marco de los principios fundamentales enunciados en la Carta Olímpica que permitan divulgar los valores del olimpismo entre los dominicanos, promover la preparación, selección y participación de los deportistas en los Juegos Olímpicos y otras competencias nacionales e internacionales.

## Directivos del Comité Olímpico Dominicano
- Presidente:Dr. Emil Kasse Acta
- Vice.Dr. Pedro Julio Santana
- Sec.Don Juan Evaristo Gautreaux
- Tes.Prof. Ángel Russo Gómez
- Vocales: Don Abad Henríquez

Ing. Diego de Moya Canaán Prof. Enrique Matos Prof. Virgilio Travieso Soto Prof. Adriano Hernández Don sixto Incháustegui Don Luis E. Ravelo Don Francisco La Villanueva. 
 Observación:
Tras el ajusticiamiento de Trujillo el 30 de mayo del año de 1961, el Sr.Rodolfo Bonetti Burgos, presidente y otros miembros del otrora CNO renunciaron. El 10 de febrero de 1962 se eligió este nuevo Comité Ejecutivo. Las pugnas surgidas en medio de la agitación política de la época, precipitaron la renuncia del Dr. Emil Kasse Acta y los demás integrantes el 24 de junio de 1962. Así al otro día en una reunión celebrada en las oficinas de la Dirección General de Deportes (DGD), se procedió a dejar constituido un nuevo Comité Ejecutivo, que dirigió al COLIMDO desde esa fecha hasta 1966.

### 1962-1966
- Pte. Don Juan Ulises García Saleta (Wiche)
- Vice.Ing. Diego de Moya Canaán
- Sec.Dr.Guillermo del Monte Urraca
- Tes.Don Juan J. García
- Vocales:Ing. Máximo Bernard Vásquez

Bienvenido Hazin Egel (quien desempeñaba el cargo de director general de Deportes). 
 Observaciones:
1).- El gobierno de transición 1961 a 1962 del Consejo de Estado presidido por Rafael F. Bonelly, dictó en fecha 27 de julio del año de 1962 la Ley n.º 5976, (G.O. n.º 8678) que otorgaba la autonomía al Comité Olímpico Dominicano. (COLIMDO). 
 2).-El 3 de mayo de 1963, el presidente Juan Bosch promulga la ley n.º 18 (G.O n.º 8760), que establece que "el Comité Olímpico Dominicano, no tendrá carácter oficial y en consecuencia, no dependerá de ningún organismo del gobierno nacional". Derogando así la ley No 3492 del 9 de marzo de 1953 y sus posteriores modificaciones, que creaba el Comité Nacional Olímpico. 
 3).- En la 61° Sesión del Comité Olímpico Internacional (COI) celebrada en la ciudad alemana de Baden Baden en el año de 1963, éste organismo le otorgó su reconocimiento al Comité_Olímpico_Dominicano (COLIMDO), que de esa forma pasó a formar parte de pleno derecho del Movimiento Olímpico Internacional.

### 1966-1970
- Presidente.Don Juan Ulises García Saleta (Wiche)
- Vice. (ler.)Don Justo Castellanos Díaz
- (2.º.)Ing. Hamlet Hermann
- Secretario.Dr. Guillermo del Monte Urraca
- Sec. Aux.Ing. Máximo Bernard Vásquez
- Tesorero.Don Juan J. García hijo
- Vocales:Dr. Jaime Manuel Fernández

Prof. Gregorio Domínguez Hernández. 

### 1970-1974
- Presidente.Don Juan Ulises García Saleta (Wiche)
- Vice. (ler.) Dr. Carlos Lamarche Rey
- (2.º.) Dr. Jaime Manuel Fernández González
- Secretario:Prof. Gregorio Domínguez Hernández
- Sec. Aux.Dr. Enrique Marchena Pérez
- Tesorero. Don Darío Antonio Canó del Río
- Vocales:Dr. José Rodríguez Conde (Joselín)

Don Andrés Herrera, Don José Brea Peña, Lic. Pedro Caba. 

### 1974-1978
ion
- Presidente: Ing. Roque Napoleón Muñoz Peña (Polón)
- Vice. (ler.) Dr. Carlos Lamarche Rey
- (2.º.) Prof. José de Js. Sánchez Pérez
- Secretario. Don Justo Castellanos Díaz
- Co-Sec. Don Rafael Duquela Morales (Fey)
- Tesorero. Don Máximo Gómez Franco (Maximito)
- Vocales: Dr. José Rodríguez Conde (Joselín)

Dr. Aldo Russo Fernández Dr. Fernando Díaz Espinal. 
 Observaciones: En enero del año de 1975 el Sr. Don Justo Castellanos Díaz, presentó renuncia de su cargo en el COLIMDO, al ser designado Secretario de Estado de Deportes, Educación Física y Recreación. El Sr. Don Rafael Duquela Morales pasó a ocupar la Secretaría General del COLIMDO, mientras que el Ing. Agron. Hiltón Cabra, Presidente de la Federación Domincana de Lucha Olímpica entra a ocupar la Co-secretaría que ocupaba el sr Duquela. Más tarde en noviembre del año de 1976 el Sr. Dr. Fernando Díaz Espinal renuncia como 3.er. Vocal y fue seleccionado para ocupar dicho puesto el profesor Rolando Miranda Pérez, un dirigente deportivo de vasta experiencia.

### 1978-1982
- Presidente.Ing. Roque Napoleón Muñoz Peña (Polón)
- Vice (ler.) Dr. Carlos Lamarche Rey
- (2.º.)Dr. José Rodríguez Conde (Joselín)
- Secretario.Don Rafael Duquela Morales (Fey)
- Tesorero.Don Máximo Gómez Franco (Maximito)
- C0-Sec.Ing. Rafael Damirón
- Vocales: Dr. José Joaquín Puello Herrera

Dr. Aldo Russo Fernández Ing. Ramón A. Pinedo (Monchín).

Observaciones:
El Dr. José Rodríguez Conde renunció a su puesto de "2.º vicepresidente, para atender actividades políticas, fue sustituido por Darío Antonio Canó del Río, quien había ocupado la tesorería del COLIMDO en el período 1970 a 1974 y presidía para la época la Federación Dominicana de Béisbol (Fedoba). 

### 1982-1986
- Presidente.Dr. José Joaquín Puello Herrera
- Vice.(ler.)Ing. Domingo Bienvenido Solano
- (2.º.)Ing. José Manuel Ramos Brea (Joselín)
- Secretario.Don Nelly Manuel Doñé
- Tesorero.Lic. Julio Cross Frías
- Co-Sec.Ing. Élvido Creales
- Vocales:Dr. Willian Coss

Don Luis Elpidio cumba Don Freddy Vallejo C.
Observaciones:
El Ing. Roque Napoleón Muñoz Peña fue cooptado como miembro COI en el año 1983, siendo juramentado en la 87° Sesión del COI celebrada en la ciudad de Sarajevo, Yugoslavia en el año de 1984 dentro del marco de los XIV Juegos de Invierno. En diciembre del año de 2008 tras 24 años como miembro activo, fue designado miembro Honorario de acuerdo a las normas olímpicas. 

### 1986-1990
- Presidente.Dr. José Joaquín Puello Herrera
- Vice.(ler.)Ing. Domingo Bienvenido solano
- (2.º.)Ing. José Manuel Brea Ramos (Joselín)
- Secretario.Prof. Nelly Manuel Doñé
- Tesorero.Lic. Julio Cross Frías
- Co-Sec. Dr. Juan José matos Rivera (Pachón)
- Vocales:Lic. Fernando Roberto Franco Michel

Don Luis Elpidio Cumba Prof. Danilo Aquino Ibes
- Miembro COI: Ing. Roque Napoleón Muñoz Peña

Observaciones: Tras el fallecimiento del Ing. Ramos Brea en una misión olímpica en el año de 1988, el Sr. Luis E. Cumba pasó a ocupar la 2.ª. Vicepresidencia. El Sr. Riad Yunes, presidente de la Federación Dominicana de Tiro al Plato, fue seleccionado para ocupar el puesto dejado por el Sr. Cumba. Posteriormente el Prof. Danilo Aquino Ibes, tras un acuerdo de cooperación deportiva entre el COLIMDO y el Comité Olímpico de Honduras, se vio precisado a trasladarse a dicho País y renunciar a su cargo. El Sr. Radhames Brea Presidente de la Federación Dominicana de Atletismo fue seleccionado para ocupar la vacante dejada por el profesor Aquino.

### 1990-1994
- Presidente. Dr. José Joaquín Puello Herrera
- VP. (ler.) Dr. Gonzalo Mejía A.
- (2.º.) ING. Juan Chalas Mallen
- Secretario. Lic. Luis Mejía Oviedo
- Tesorero Ing. Manuel Andrés García Saleta (Don Puchito)
- Co-Sec. Don Manuel de Js. Figuereo Félix
- Vocales: Prof. Nelly Manuel Doñé
- Ing. Rafael Damirón
- Dr. Bolívar Vargas Candelario
- Miembro COI: Ing. Roque Napoleón Muñoz Peña.

### 1994-1998
- Presidente. Dr. José Joaquín Puello Herrera
- Vice. (ler.) Domingo Bienvenido Solano
- (2.º.) Prof. Nelly Manuel Doñé
- Secretario. Lic. Luis Mejía Oviedo
- Tesorero. Ing. Jaime Casanova
- Co-Sec. Don Manuel de Js. Figuereo Félix
- Vocales: Dr. Bolívar Vargas Candelario
- Pantaleón Salcedo (Pilo)
- Lic. Porfirio Veras Mercedes (Popo)
- Miembro COI: Ing. Roque Napoleón Muñoz Peña.

### 1998-2002
- Presidente. Dr. José Joaquín Puello Herrera
- Vice. (ler.) Ing. Domingo Bienvenido Solano
- (2.º.) Lic. Ramón Alexis García
- Secretario. Lic. Luis Mejía Oviedo
- Tesorero. Ing. Jaime Casanova
- Co-Sec. Don Antonio Acosta
- Vocales: Arq. Héctor Duval
- Dr. Leonardo Monsanto
- Ing. Ángel Acosta
- Miembro COI: Ing. Roque Napoleón Muñoz Peña.

### 2002- 2006
- Presidente: Dr. José Joaquín Puello
- Vice. (ler.) Lic. Luis Mejía Oviedo
- (2.º.) Ing. Frank Herasme
- Secretario: Don Antonio Acosta
- Tesorero: Ing. Jaime Casanova
- Vocales: Dr. Leonardo Monsanto
- Ing. Osiris Guzamán
- Ing. José Ml. Ramos Báez
- Ing Bárbara Hdez.

### 2006-2010
- Presidente. Lic. Luis Mejía Oviedo
- Vice. (ler.) Dr. Leonardo Monsanto
- (2.º.) Ing. Frank Herasme
- (3.er.) Ing. Osiris Guzmán
- Secretario. Don Antonio Acosta
- Tesorero. Ing. José Manuel Ramos
- Co-Sec. Dr. Miltón Pinedo
- Co-Tes. Ing. Bárbara Hernández
- Vocales: Lic. Juan Vila
- Lic. Ramón Alexis García
- Ing. Juan Luis Rodríguez

Miembro Honorario COI: Ing. Roque Napoleón Muñoz Peña Presidente Ad Vitan: Dr. José Joaquín Puello Herrera. 
Observaciones: Antes de proceso eleccionario para este período, fueron modificados los estatutos, permitiendo la integración de dos nuevos puestos en la matrícula del Comité Ejecutivo: un tercer vicepresidente y un co-tesorero. 
El 12 de diciembre del año 2009, la asamblea del COLIMDO aprobó de forma unánime de la cooptación de los Sres. Don Nelly Manuel Doñé y Don Luis Elpidio Cumba como miembro de pleno derecho del COLIMDO, de acuerdo a lo establecido en la Carta Olímpica y a solicitud hecha por el Ing. Roque Napoleón Muñoz Peña. 

## Solidaridad Olímpica

### Solidaridad Olímpica Internacional
Solidaridad Olímpica Internacional, es una comisión del Comité Olímpico Internacional, fundada en el 1961, que mediante programas estructurados asiste con ayuda técnica y financiera a los comités olímpicos nacionales y las asociaciones continentales, para así mantener los ideales olímpicos.

### Misión
La misión principal de Solidaridad Olímpica es planificar, organizar y controlar la ejecución de los programas de ayuda a los CONs, en especial a los más necesitados, tal como lo establece la Carta Olímpica. 
La Comisión es responsable de dirigir la actividad de Solidaridad Olímpica a través de: Aprobación de Programas, Aprobación de presupuestos, Gestión de programas y sus necesidades logísticas, Actividades de registro y control y cualquier otra acción relacionada con los objetivos y fines para los cuales ha sido creada. 
Las actividades de Solidaridad Olimpia es totalmente financiada por los fondos pertenecientes a los Comités Olímpicos Nacionales provenientes de los ingresos por concepto de los derechos de Televisión de los Juegos Olímpicos. 

## Organizaciones afiliadas
El COD está afiliado a los siguientes organismos internacionales:
- Comité Olímpico Internacional (COI), responsable de los Juegos Olímpicos.
- Asociación de los Comités Olímpicos Nacionales (The Association of National Olympic Committees, ANOC), responsable de los Juegos Mundiales de Playa.
- Panam Sports, responsable de los Juegos Panamericanos.
- Centro Caribe Sports, responsable de los Juegos Centroamericanos y del Caribe.
- Asociación Caribeña de los Comités Olímpicos Nacionales (The Caribbean Association of National Olympic Committees, CANOC), responsable de los Juegos del Caribe.